# Brudfasan
Brudfasan (Lophura bulweri) är en hönsfågel som enbart förekommer i skogar på Borneo. Den hotas av jakt och habitatförlust. 

## Utseende och läten
Brudfasanen är en svartaktig hönsfågel med hos hanen buskformad, lysande vit stjärt. Fjädrarna på ovansidan har otydligt blåfärgade spetsar. Honan är mörkt rostbrun. Skillnaderna i storlek mellan könen är stor, med en kroppslängd på 77–80 cm hos hanen och cirka 55 cm hos honan. Båda könen har blå bar hud i ansiktet och röda ben. Revirlätet är ett gällt och genomträngande rop. Även varnande "kak" hörs, liksom rätt metalliska "kook! kook!".

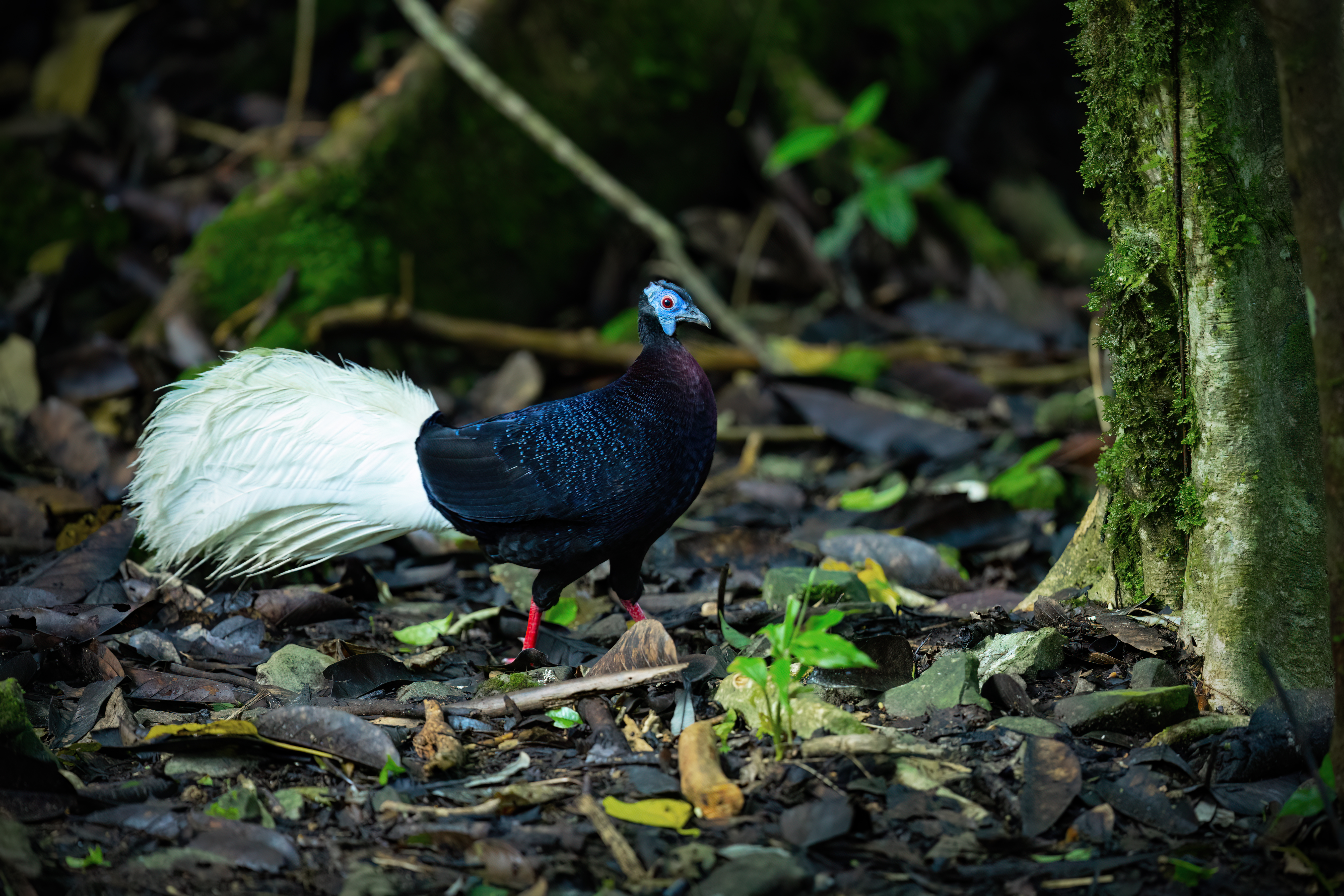

## Utbredning och systematik
Fågeln är endemisk för Borneos inland. Den behandlas som monotypisk, det vill säga att den inte delas in i några underarter.

## Levnadssätt
Brudfasanen hittas i lägre bergsskogar, från cirka 300 meters höjd upp till åtminstone 1 500 meter. Ibland kan fåglarna åtminstone tillfälligt vistas ner till cirka 150 meters höjd. Den uppträder ibland nomadiskt på jakt efter fruktbärande träd.

## Status
Brudfasanen tros minska kraftigt i antal till följd av habitatförlust och jakt. Internationella naturvårdsunionen IUCN kategoriserar arten som sårbar.

## Namn
Artens vetenskapliga namn hedrar den brittiske diplomaten Sir Henry Ernest Gascoyne Bulwer (1836-1914). Fram tills nyligen kallades den bulwerfasan även på svenska, men justerades 2022 till ett enklare och mer informativt namn av BirdLife Sveriges taxonomikommitté.